# آبان ۱۳۹۲
آبان ۱۳۹۲، هشتمین ماه سال ۱۳۹۲ هجری خورشیدی است.
آغاز آن چهارشنبه، ۱ آبان ۱۳۹۲ برابر با ۲۳ اکتبر ۲۰۱۳ میلادی است.